# Представительный совет еврейских учреждений Франции
Представительный совет еврейских учреждений Франции, или КРИФ (фр. Conseil représentatif des institutions juives de France, сокр. CRIF) — зонтичная организация для групп, представляющих интересы французских евреев.

## Общие сведения
КРИФ — официальный французский филиал Всемирного еврейского конгресса, глобальной зонтичной организации еврейских общин, а также Европейского еврейского конгресса. Организация выступает против антисемитизма.

## Основание организации
КРИФ родился в 1944 г., возникнув из Генерального комитета защиты евреев, созданного подпольно в июле 1943 г. в оккупированной Франции. Согласно первой составленной хартии, его основной целью было спасение еврейских беженцев, находившихся в смертельной опасности на территории Франции. КРИФ объединил большинство различных атеистических еврейских движений того времени (коммунистов, бундистов и сионистов) при участии Центральной консистории израильтян Франции, официальной исторической религиозной организации французского иудаизма. Группы создали общий устав, ставший после войны политической программой французской еврейской диаспоры.

## Взаимодействие с Израилем
В целом КРИФ поддерживает сионизм и государство Израиль. Однако, когда из-за роста антисемитизма во Франции премьер-министр Израиля Ариэль Шарон призвал в 2004 г. евреев Франции переезжать в Израиль (к неудовольствию французского правительства), КРИФ заявил, что Шарону следовало дать французской еврейской общине самой решать свои проблемы и не пытаться принимать решения за других.

## Обращения и заявления
20 ноября 2004 г. КРИФ обвинил французское правительство в неспособности защитить граждан от трансляций телеканала «Аль-Манар» террористической организации «Хезболла». Канал передавал антисемитский контент и подстрекал мусульман к нападениям на евреев; 13 декабря «Аль-Манар» был заблокирован.
17 октября 2008 г. КРИФ выступил против беатификации папы Пия XII, заявив, что большинство историков не согласны с позицией, согласно которой Пий неустанно работал над спасением евреев.